# SB 16a
| SB 16a / ÖNWB Ia / kkStB 201                                 | SB 16a / ÖNWB Ia / kkStB 201                                                                  | SB 16a / ÖNWB Ia / kkStB 201                                                                  |
| ------------------------------------------------------------ | --------------------------------------------------------------------------------------------- | --------------------------------------------------------------------------------------------- |
| SB 16a 301 (Werkfoto)                                        |                                                                                               |                                                                                               |
| ÖNWB „Rittinger“ später kkStB 201.01 auf der Weltausstellung |                                                                                               |                                                                                               |
| ÖNWB „Rittinger“ später kkStB 201.01 nach der Rekonstruktion |                                                                                               |                                                                                               |
| Technische Daten                                             |                                                                                               |                                                                                               |
| Nummerierung:                                                | SB 11 301 (1873) SB 20 301 (1875) SB 17a 301 (1878) SB 16a 201 (1884) ÖNWB Ia 81 kkStB 201.01 | SB 11 301 (1873) SB 20 301 (1875) SB 17a 301 (1878) SB 16a 201 (1884) ÖNWB Ia 81 kkStB 201.01 |
| Anzahl:                                                      | 2                                                                                             | 2                                                                                             |
| Hersteller:                                                  | Wr. Neustadt                                                                                  | Wr. Neustadt                                                                                  |
| Baujahr(e):                                                  | 1873                                                                                          | Reko 1889 (ÖNWB)                                                                              |
| Ausmusterung:                                                | kkStB: 1910 (Verkauf) SB: 1914                                                                | kkStB: 1910 (Verkauf) SB: 1914                                                                |
| Achsformel:                                                  | 2'B n2                                                                                        | 2'B n2                                                                                        |
| Zylinderdurchmesser:                                         | 411 mm                                                                                        | 411 mm                                                                                        |
| Kolbenhub:                                                   | 632 mm                                                                                        | 632 mm                                                                                        |
| Treibraddurchmesser:                                         | 1900 mm                                                                                       | 1900 mm                                                                                       |
| Laufraddurchmesser:                                          | 950 mm                                                                                        | 950 mm                                                                                        |
| Fester Radstand:                                             | 2400 mm                                                                                       | 2400 mm                                                                                       |
| Gesamtradstand:                                              | 5370 mm                                                                                       | 5370 mm                                                                                       |
| Gesamtradstand mit Tender:                                   | 11186 mm                                                                                      | 11202 mm                                                                                      |
| Rohrheizfläche:                                              | 99,7 m²                                                                                       | 98,7 m²                                                                                       |
| Strahlungsheizfläche:                                        | 7,9 m²                                                                                        | 8,0 m²                                                                                        |
| Rostfläche:                                                  | 1,64 m²                                                                                       | 1,80 m²                                                                                       |
| Kesselüberdruck:                                             | 10 atm                                                                                        | 10 atm                                                                                        |
| Leermasse:                                                   | 35,25 t                                                                                       | 36,65 t                                                                                       |
| Reibungsmasse:                                               | 23,0 t                                                                                        | 24,0 t                                                                                        |
| Dienstmasse:                                                 | 39,5 t                                                                                        | 40,9 t                                                                                        |
| Dienstmasse mit Tender:                                      | 67,4 t                                                                                        | 66,9 t                                                                                        |
| Wasser:                                                      | 7,5 m³                                                                                        | 6,0 m³                                                                                        |
| Brennstoff:                                                  | 8,5 m³                                                                                        | 8,5 m³                                                                                        |
| Länge:                                                       | 8,144 m                                                                                       | 8,295 m                                                                                       |
| Länge mit Tender:                                            | 14,394 m                                                                                      | 14,557 m                                                                                      |
| Tender:                                                      | ÖNWB Ia 81                                                                                    | ÖNWB Ia 81                                                                                    |
| Höhe:                                                        | 4,371 m                                                                                       | 4,371 m                                                                                       |
| Höchstgeschwindigkeit:                                       | 80 km/h                                                                                       | 80 km/h                                                                                       |

Die Dampflokomotive SB 16a No. 301 war eine Schlepptenderlokomotive der Südbahngesellschaft (SB), einer privaten Bahngesellschaft Österreich-Ungarns.

## Entstehung
Da abzusehen war, dass die 60 km/h Höchstgeschwindigkeit der Reihen SB 18 und SB 19 bald zu gering sein würde, um Schnellzüge auf ebenen Strecken zu befördern, ließ die SB bei der Wiener Neustädter Lokomotivfabrik nach Plänen von Louis Adolf Gölsdorf eine Lokomotive der Bauart 2'B bauen.
Die Wiener Neustädter Lokomotivfabrik erhielt die Erlaubnis, für die Weltausstellung ein weiteres Exemplar zu bauen.
Dieses wurde im Anschluss an die Ausstellung an die Österreichische Nordwestbahn (ÖNWB) verkauft.

## Technischer Aufbau
Die hintere Kuppelachse der Maschinen wurde hinter die Feuerbüchse gelegt, was gemeinsam mit der Verlängerung des Achsstandes des vorderen Drehgestelles auf 1.320 mm und den Kuppelraddurchmessern von 1.900 mm zu sehr ruhigem Lauf und zur Höchstgeschwindigkeit von 80 km/h führte.
Durch die von den hinteren Kuppelachsen eingeengte Feuerbüchse blieb sie jedoch leistungsmäßig hinter den Reihen SB 18 und 19 zurück.
Sie hatten Außenrahmen, Hallsche Kurbeln, durchhängende Feuerbüchse und tiefliegenden Kessel.
Sie verfügten über keine Ausgleichshebel, was auf einen unruhigen Lauf schließen lässt, und ein wenig genügendes Führerhaus.

## Die SB 16a 301
Zur Nummerierung und Reihenzuweisung der Lokomotive der SB vergleiche die Tabelle.
Bedingt durch den Börsenkrach von 1873 erfolgte bei der SB keine Nachbestellung.
Die Maschine war jedoch richtungsweisend für die nachfolgenden 2'B-Maschinen wie etwa die Reihen SB 17a,b,c,d.
Das Einsatzgebiet der SB-Lok war zuletzt Innsbruck.
Sie wurde 1914 ausgemustert.

## DieRITTINGERder ÖNWB

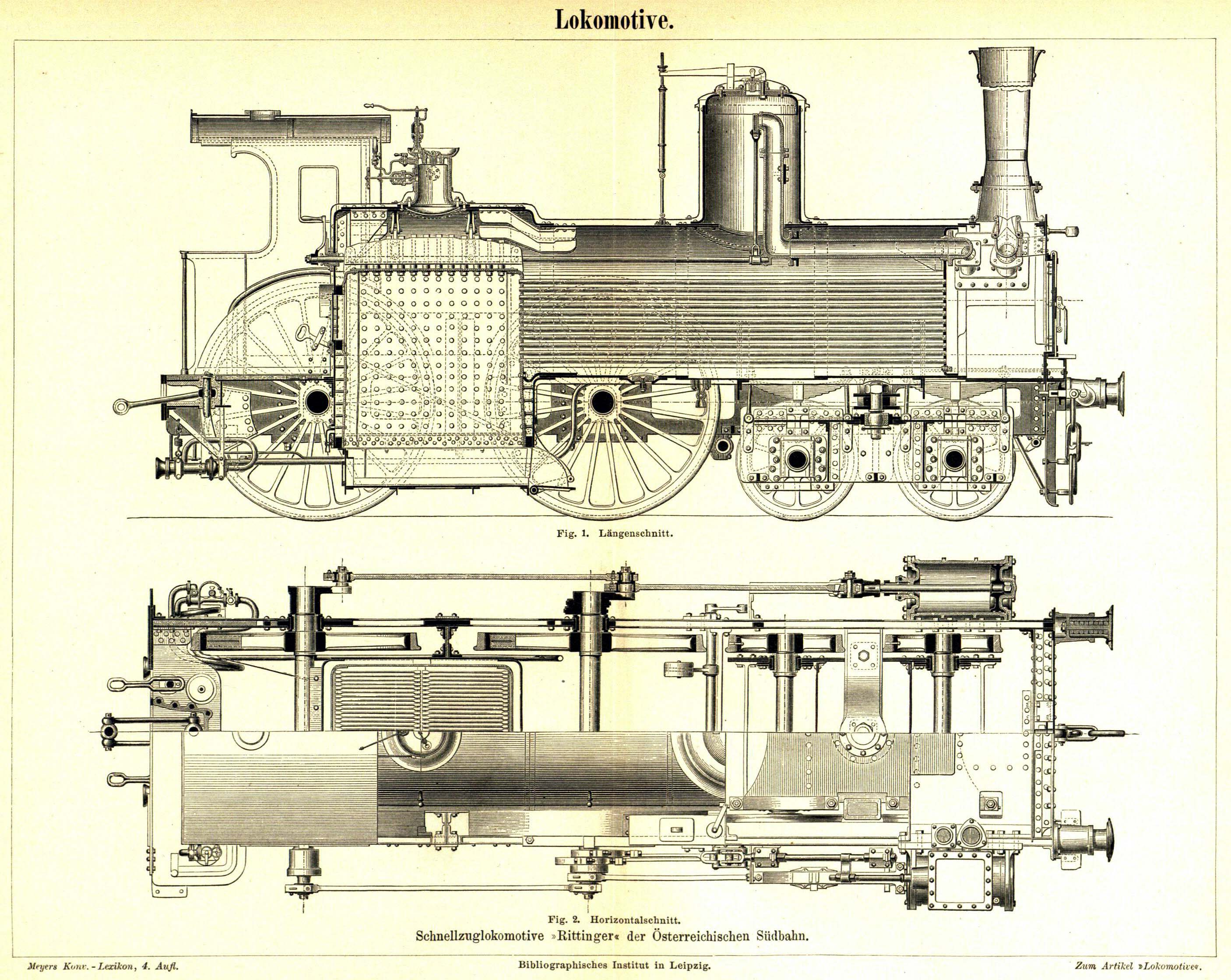
Schnittzeichnung der Rittinger

Die ÖNWB hatte im Vergleich zu anderen Eisenbahngesellschaften zwischen Wien und Berlin die kürzeste Verbindung.
Allerdings wies sie zwischen Wien und Čáslav Steigungen von 10 bis 14 ‰ und viele Krümmungen von bis zu 285 m Radius auf, was ein schnelles Fahren erschwerte.
Um den geeigneten Lokomotivtyp für diese Strecke zu finden, kaufte 1874 die ÖNWB nach Ende der Wiener Weltausstellung die dort ausgestellte RITTINGER.
Bei der ÖNWB bildete die RITTINGER die Reihe Ia mit der Nummer 81.
Im Jahre 1889 baute die ÖNWB in die Maschine einen neuen Stehkessel ein, ließ das Führerhaus verbreitern und einen Regler, Bauart ÖNWB, installieren.
Zunächst war die Lokomotive auf der Strecke Wien–Znaim im Einsatz; später wurde sie auf die Elbetallinie versetzt.
Zuletzt war sie im Verschub in Reichenberg tätig.
Nach der Verstaatlichung der ÖNWB 1909 bezeichnete die kkStB die Maschine als 201.01, die somit die einzige Vertreterin dieser Reihe war.
Bereits 1910 wurde die RITTINGER an eine ungarische Werksbahn verkauft.